# Marlon Díaz Golindano
Marlon Jesús Díaz Golindano (Valencia, Venezuela, 1 de abril de 1998) es un médico, abogado, político y profesor universitario. Fue un destacado dirigente estudiantil en Venezuela. Actualmente es concejal del Municipio Naguanagua del Estado Carabobo resultando electo en las elecciones regionales de 2021
Ejerció el cargo de presidente de la Federación de Centros Universitarios de la Universidad de Carabobo del 2018 hasta el 2024. Se hizo conocido a nivel nacional tras las elecciones estudiantiles de noviembre de 2018, en las que el gobernador Rafael Lacava y el Tribunal Supremo de Justicia intervinieron para impedir sin éxito que Díaz asumiera el cargo de presidente de la FCU−UC. Díaz es dirigente de Primero Justicia y de la Plataforma Unitaria de Venezuela.

## Trayectoria

### Dirigencia estudiantil
Díaz estudió simultáneamente medicina y derecho en la Universidad de Carabobo, carreras de las que egresó en 2023 y 2024, respectivamente. Empezó su trayectoria líder del movimiento estudiantil «Gente UC» desde 2017. Díaz se postuló a presidente de la Federación de Centros Universitarios de la máxima casa de estudios carabobeña para las elecciones de 2018. De 25 movimientos postulándose para estas históricas elecciones, se conformó una plataforma que fue encabezada por Díaz como la única del bloque opositor al chavismo en la universidad. Fue uno de los promotores de las elecciones estudiantiles, que tenían para el momento 11 años sin realizarse.
El día de la elección, el 14 de noviembre de 2018 se reportaron hechos violentos de partes de grupos oficialistas en contra de Díaz y el resto de candidatos de su plataforma electoral, dejando al menos 19 heridos. Los resultados oficiales mostraron como amplios ganadores a los representantes de la plancha llamada «Unidad Estudiantil», con Marlon Díaz a la cabeza, con un total de 4.899 votos, seguido de la oficialista Jessica Bello con 1.415 votos. Posteriormente, una junta electoral paralela designada irregularmente por el gobernador Rafael Lacava proclamó a Bello como ganadora. En paralelo, el Tribunal Supremo de Justicia, sin tener jurisdicción, ordenó la designación de Bello como presidenta de la FCU anulando las elecciones, sentencia que Díaz desconoció, contando con un amplio apoyo de la comunidad estudiantil y universitaria. Luis Almagro, secretario general de la OEA, reconoció la victoria de Marlon Díaz y rechazó los hechos de violencia e intentos del gobierno de intervenir en el proceso. La Asamblea Nacional en sesión ordinaria demostró su reconocimiento a Díaz. Finalmente, el 16 de noviembre de 2018, el Consejo Universitario y las autoridades de la Universidad de Carabobo reconocieron a Díaz como legítimo presidente de la FCU, terminando los intentos de frenar su designación.
El 5 de julio de 2019 participó en la 49.° Asamblea General de la Organización de los Estados Americanos en Washington D. C., junto a otros líderes estudiantiles de Venezuela y Latinoamérica. Así mismo, fue vocero de los jóvenes venezolanos en un congreso latinoamericano realizado en las instalaciones del senado y cámara de representantes de los Estados Unidos en octubre del mismo año. En enero del 2020 participó como representante de Venezuela en el 1er Congreso Mundial de Jóvenes Políticos realizado en Bogotá, dónde dio las palabras de cierre del evento. El 5 de febrero del 2020 junto a un grupo de líderes del Movimiento Estudiantil, encabezó la delegación que se dirigió a Cúcuta para exponer ante la Comisión Interamericana de los Derechos Humanos la situación de las universidades venezolanas, luego de que el régimen venezolano no permitiera el ingreso del organismo al país, motivo por el cual recibieron a los estudiantes en la ciudad fronteriza. El 12 de febrero del 2020 participó en el homenaje a los jóvenes caídos en Venezuela, realizado en la sede de la Organización de Estados Americanos en Washington D. C.
Fue uno de los fundadores de la Confederación de Estudiantes de Venezuela, organización creada el 9 de noviembre del 2019, contando con más de 30 federaciones de estudiantes del país adscritas y de la cual Díaz fue el primer secretario general electo por unanimidad por parte de los representantes de las universidades asistentes, razón que hizo que recorriera el país en diversas ocasiones para organizar a los estudiantes venezolanos que adversan al gobierno venezolano.
Cesó sus funciones como representante gremial de los estudiantes el 16 de diciembre del 2024, día en que recibió su segundo título universitario y oficialmente dejó de ser estudiante.

### Carrera política
Díaz, quien milita en Primero Justicia y la Plataforma Unitaria, el 11 de septiembre de 2021 se convirtió en jefe del comando juvenil de la campaña a gobernador de Enzo Scarano. El 21 de septiembre anunció su postulación a concejal del Municipio Naguanagua en las elecciones regionales de 2021 por el partido Mesa de la Unidad Democrática. A pesar de que la Unidad no obtuvo el mayor número de votos en el municipio, Díaz fue electo concejal gracias a la proporcionalidad, ya que era primero de la lista opositora. Desde ese momento, se convirtió en el concejal más joven en la historia de Naguanagua y liderando la fracción opositora en el órgano legislativo. Para el período legislativo 2021-2022, presidió la Comisión Permanente de Derechos Humanos de la desde donde impulsó la primera ordenanza de atención a personas con discapacidad en la historia del municipio. Durante el período 2022-2023 y 2023-2024, fue el presidente de la Comisión Permanente de Ciencia y Tecnología, impulsando ordenanzas y acuerdos legislativos con un enfoque relacionado con las ciudades inteligentes y la defensa de la ecología y los derechos medioambientales
Durante su gestión como legislador municipal se ha dedicado a recorrer las comunidades y desde su oficina ha impulsado proyectos sociales, deportivos y culturales que han sido dirigidos a los distintos sectores del municipio, especialmente los más vulnerables. Estos proyectos han sido "Naguanagua Deportiva" para entregar insumos deportivos en escuelas y comunidades; "Salud Naguanagua" para donar insumos médicos como sillas de ruedas y medicamentos a pacientes del Municipio; "Cine Calle en Comunidad" para la proyección de películas educativas para niños y adolescentes; "Naguanagua Educativa" para entregar útiles escolares a los estudiantes de educación básica y media. Complementando el trabajo social, se ha dedicado a recibir denuncias sobre servicios públicos para elevarlas a las instituciones correspondientes.
En agosto de 2024 denuncia que fue sometido a una «moción de censura» no contemplada en el reglamento interno del órgano legislativo, aprobada por la mayoría chavista del recinto, por no apoyar el fraude electoral del 28 de julio. Asimismo denunció mensajes con amenazas en la puerta de su casa y señaló que estaba siendo asediado por el SEBIN y otros cuerpos de seguridad del Estado, luego de unas declaraciones hechas por un periodista del oficialismo en el diario de circulación regional El Notitarde donde se acusó a Díaz como líder de una «banda» que realizó supuestas acciones violentas en Naguanagua luego de las elecciones, en referencia a las protestas que se vivieron en la ciudad y a nivel nacional. Díaz exigió el cese del acoso e inmediatamente se desligó de forma pública de estas acusaciones señalando que "la opinión pública sabe que su formación humanística como médico le impide actuar con nisiquiera un ápice de violencia" 